# پشت‌بام‌های کولیور
پشت بام‌های کولیور (انگلیسی: Les toits de Collioure) نقاشی از آنری ماتیس است.